# Žibininkai
Žibininkai ist ein Dorf in Litauen. Es liegt im Amtsbezirk Kretinga der Rajongemeinde Kretinga, 4 Kilometer nordöstlich des Ostseebadeorts Palanga.
Im Dorf gibt es ein großes Gästegelände der Brauerei „HBH Juozo alus“ mit Biergärten, Restaurants, einem Reitzentrum und einem ausgedehnten Kinderspielgelände. So sieht das Gelände am frühen Morgen aus, bevor es für Besucher geöffnet ist:

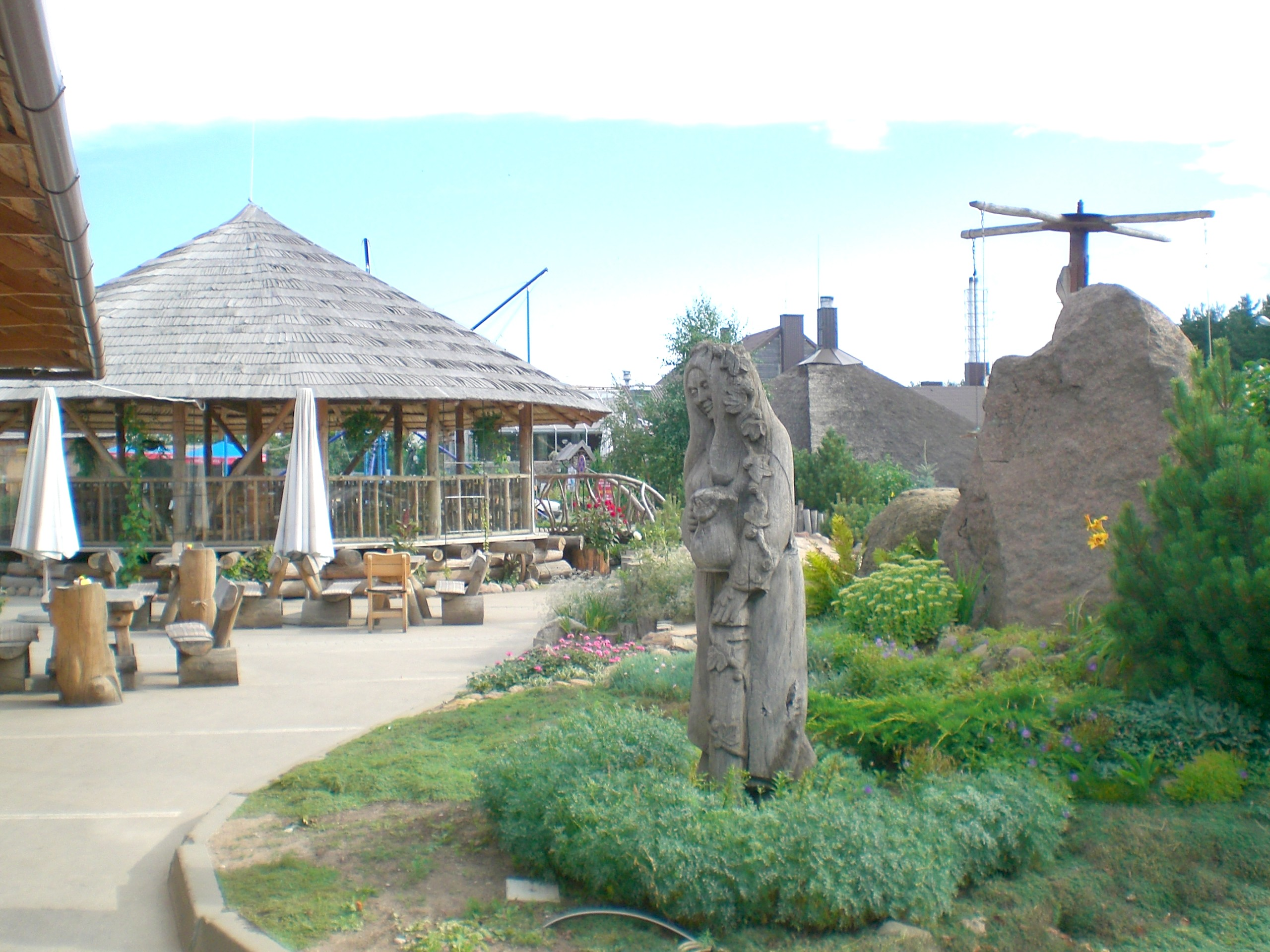
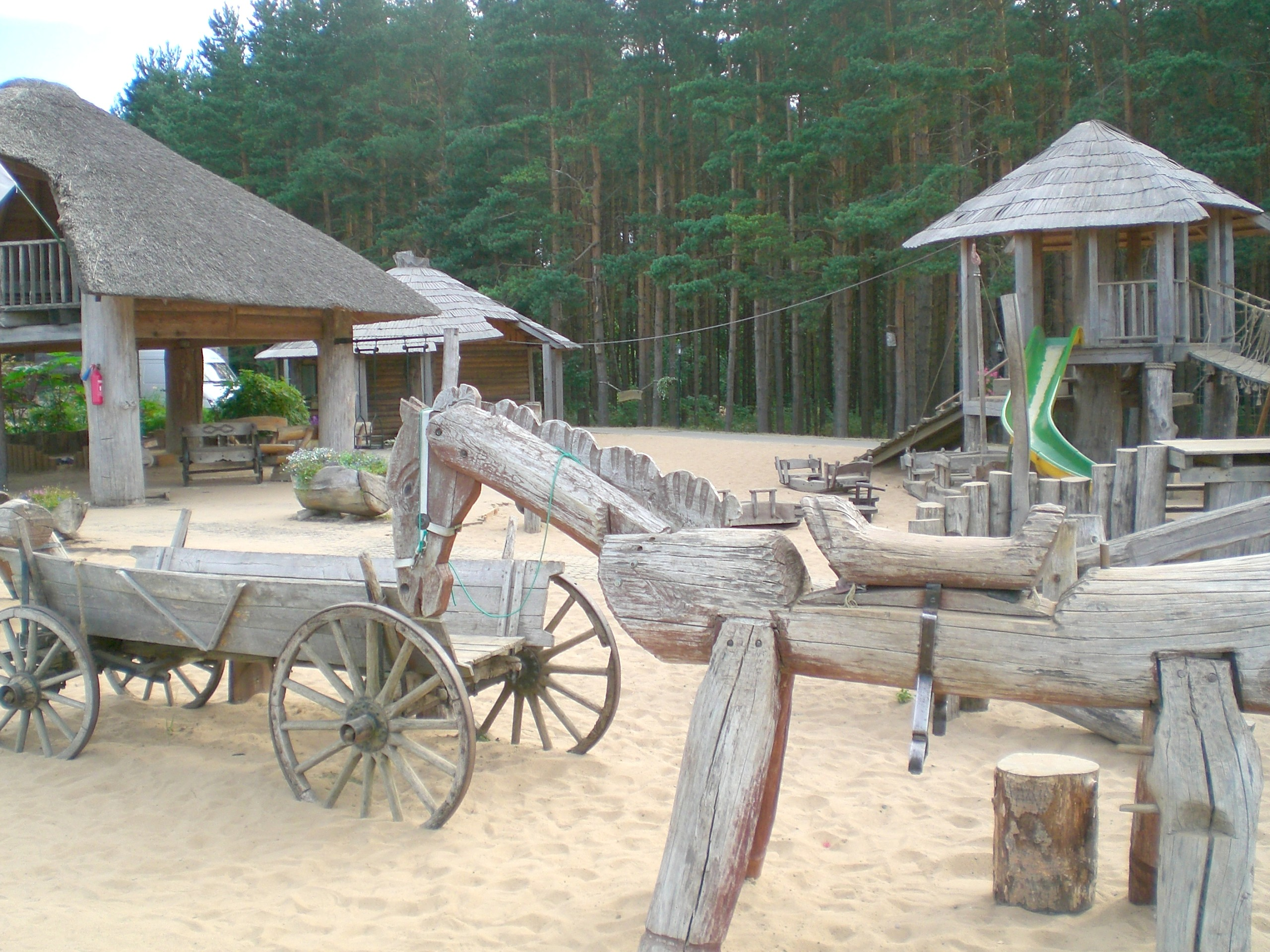
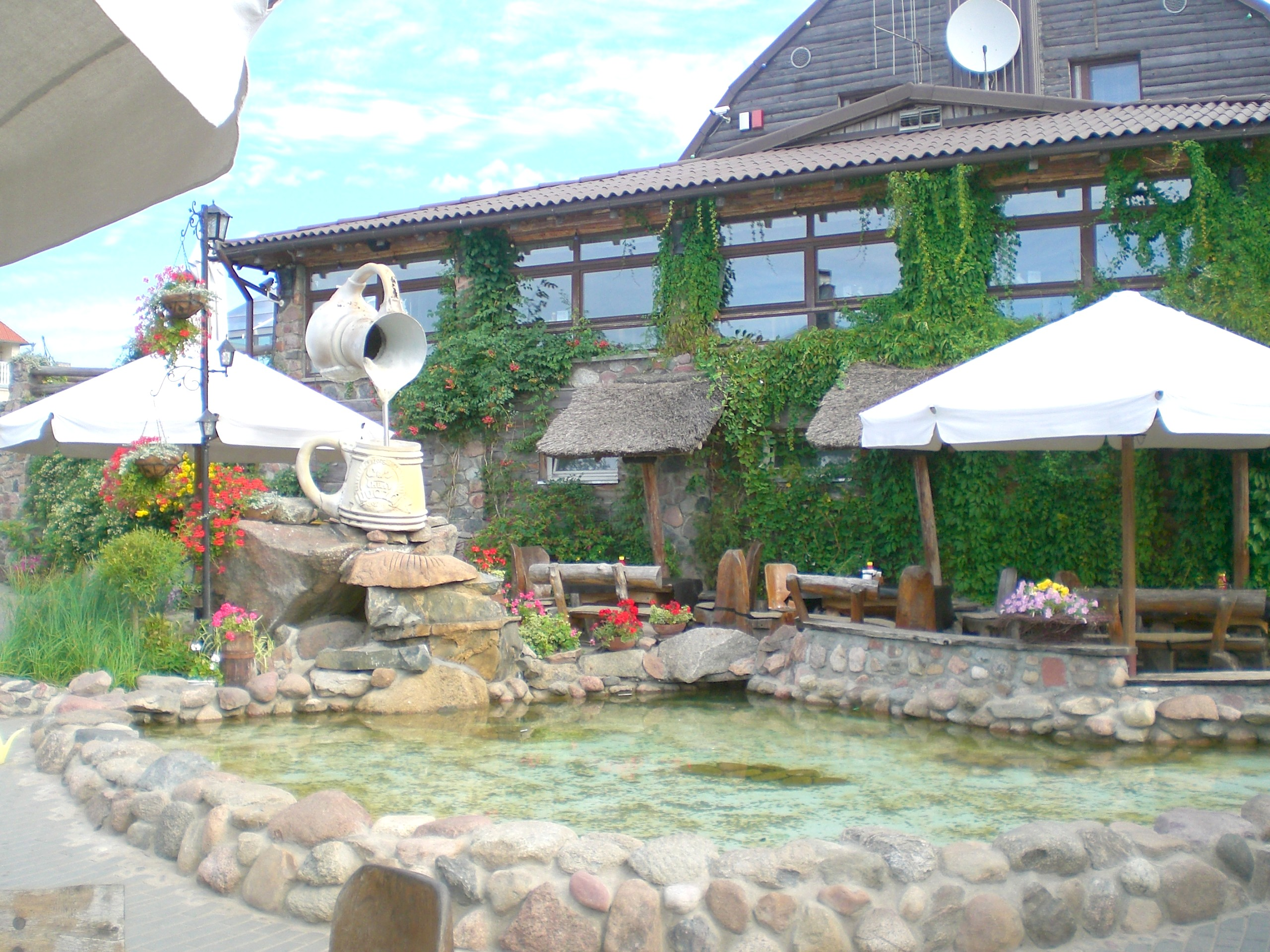
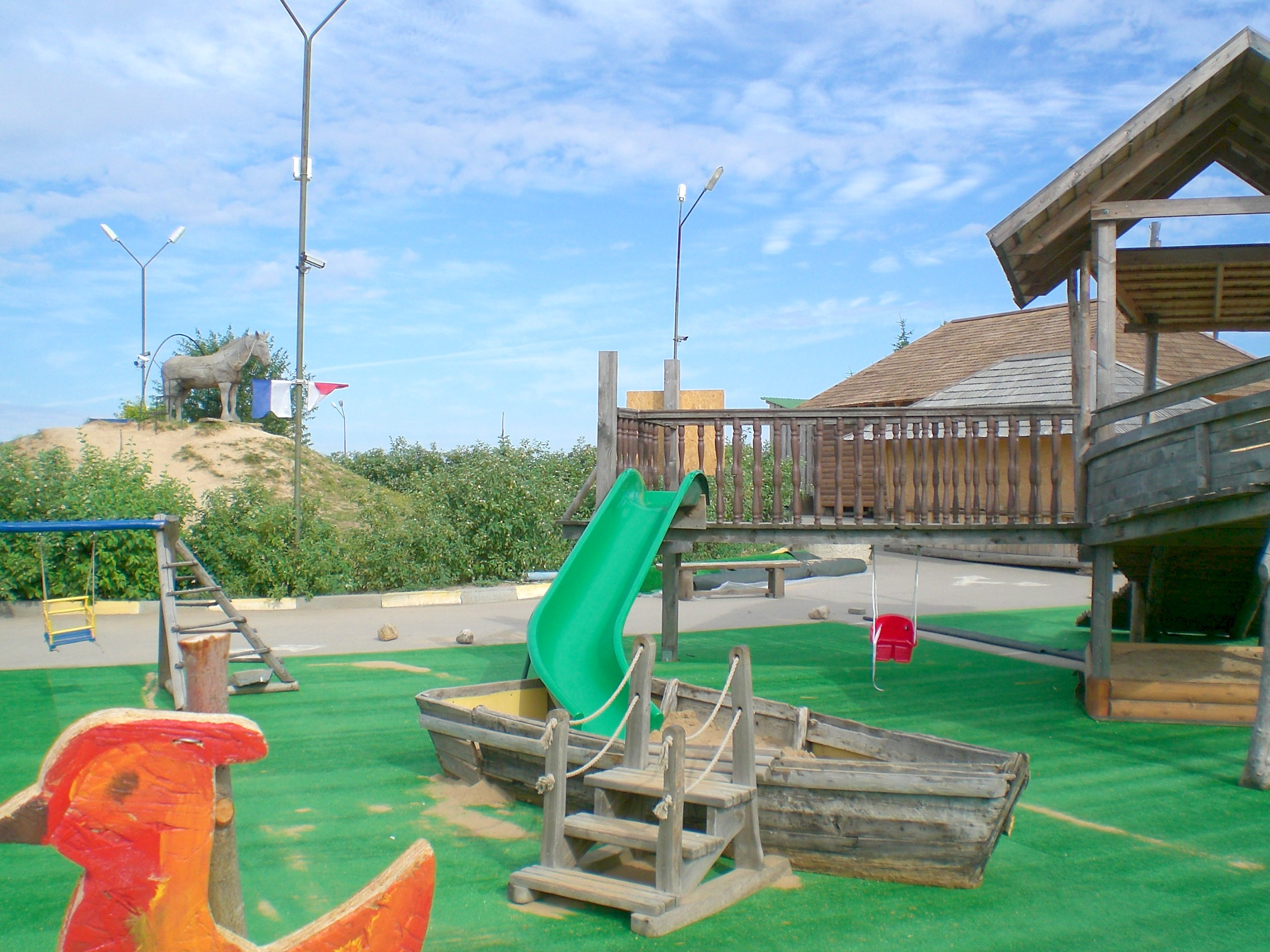
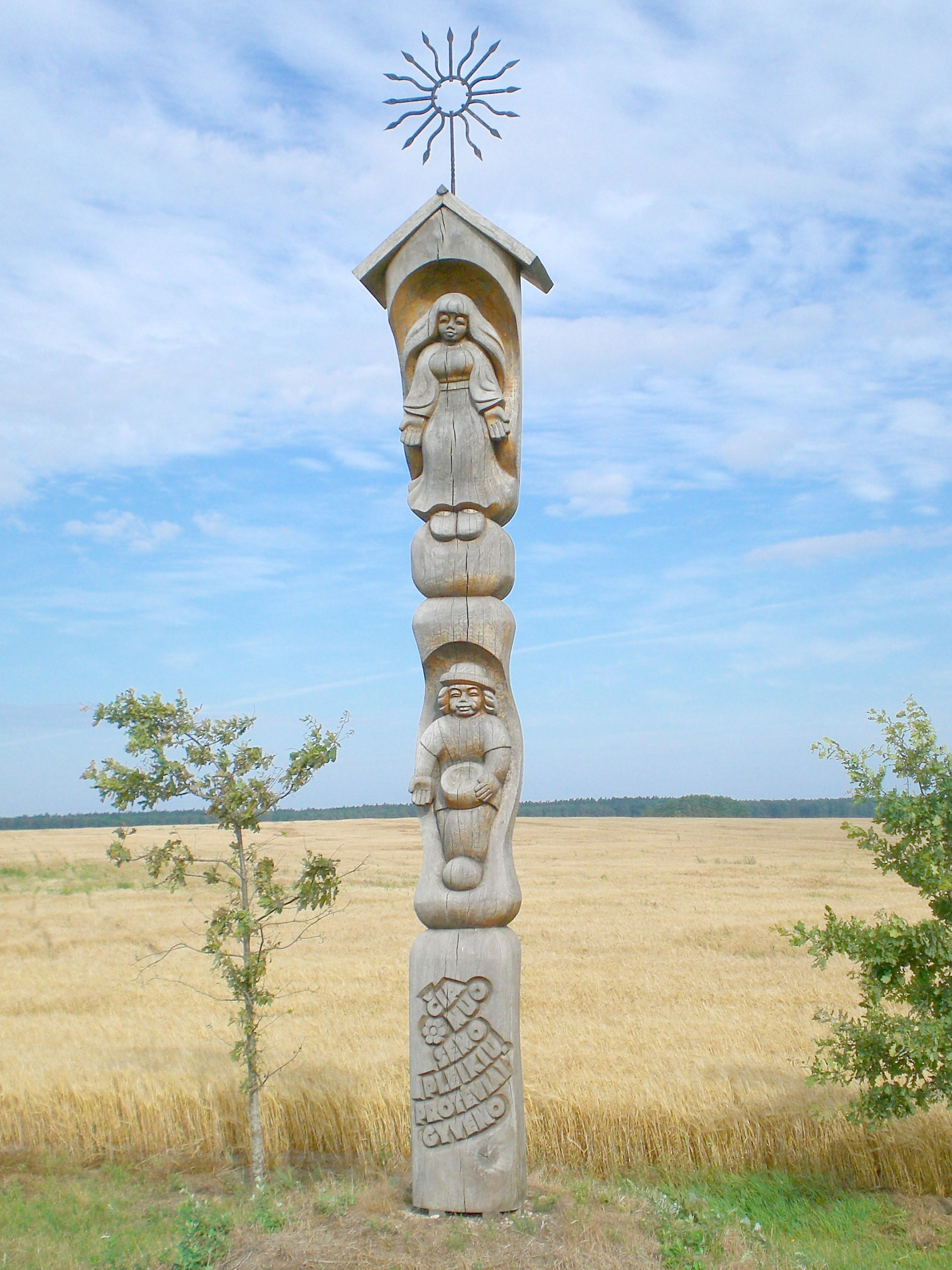
Hölzerne Statue in Žibininkai